# David E. Shaw
David Elliot Shaw (* 29. März 1951) ist ein US-amerikanischer Informatiker und Bioinformatiker und Hedgefonds-Manager. Shaw ist Vermögensmilliardär.

## Leben und Werk
Shaw wuchs in Los Angeles auf. Sein Vater war theoretischer Physiker, der sich mit Plasmaphysik und Hydrodynamik befasste, seine Mutter Künstlerin und Lehrerin, sein Stiefvater war Irving Pfeffer, Professor für Finanzwesen an der UCLA, ein Vertreter der Hypothese, dass die Finanzmärkte effektiv arbeiten würden. Shaw selbst gründete seine Karriere in der Finanzindustrie später darauf, Anomalien in den Märkten zu finden. Er studierte an der University of California, San Diego, mit dem Bachelor-Abschluss summa cum laude. Anfangs wollte er Meeresbiologie studieren, befasste sich mit kognitiver Psychologie und war von neuronalen Netzwerken fasziniert. Er studierte ab 1973 an der Stanford University, an der er 1980 promovierte. Zu seinen Kommilitonen zählten Leonard Bosack, Andy Bechtolsheim, James H. Clark und Jerry Kaplan. Anschließend war er bis 1986 an der Columbia University in der Abteilung Informatik. Er war Assistant Professor und arbeitete dort an massiven Parallelcomputern mit baumartiger Struktur, die an die Struktur relationaler Datenbanken angepasst waren.
Ab 1986 arbeitete er für Morgan Stanley als Spezialist für Computerprogramme für den Wertpapierhandel. Die Finanzindustrie begann damals verstärkt Computerexperten aus den Universitäten abzuwerben. Damals baute er mit Computern das Verfahren des pair trading aus, das angewandt wurde, falls eine Aktie (oder ein anderes Wertpapier oder anderen Finanzobjekten) A mit einer anderen Aktie B korreliert war (zum Beispiel zwei Automobilaktien). Schlug die Aktie B gegenüber A nach oben aus bestand die Strategie darin B zu verkaufen und A zu kaufen (marktneutrales Handeln). Mit Computerhilfe wurde das auf die unterschiedlichsten Einflussfaktoren ausgedehnt (stochastische Kontrolltheorie). 1988 gründete er die D. E. Shaw & Co., einen Hedgefonds, der seinen Erfolg vor allem den dort entwickelten Algorithmen für Wertpapierhandel verdankte. Anfangs bestand sie aus einem kleinen Büro in Greenwich Village und drei Angestellten, mit einem Startkapital von 28 Millionen Dollar (finanziert durch Donald Sussman, dem Hedgefonds-Manager von Paloma Partners und drei seiner Freunde). Die Firma war ein Pionier bei quantitative trading bzw. algorithmic trading. Dabei werden kleine Preisdifferenzen (Ineffektivitäten der Märkte), die ständig zwischen den weltweiten Märkten (oft nur kurzfristig) bestehen, mit Computerhilfe ausgenutzt. Schon acht Jahre nach seiner Gründung (1996) hatte er weltweit 400 Angestellte, ein Kapital von 800 Millionen Dollar und eine durchschnittliche jährliche Rendite von 20 Prozent. Schon damals galt er als Star der Wall Street, der die bis dahin übliche Finanzindustrie umkrempelte. Die Strukturen der Wall Street hielt er für überkommen und die Finanzindustrie war nach seinen eigenen Worten ein reines Informationsverarbeitungs-Spiel und könnte genauso gut durch Computer statt durch überbezahlte Börsenhändler abgewickelt werden. Er selbst prägte für die neue algorithmische Ausrichtung der Finanzindustrie den Begriff Phynance. Die Computeralgorithmen hielt er streng geheim, auch innerhalb der Firma und vor den eigenen Händlern. Sein Fonds verwaltete 2019 rund 50 Milliarden Dollar. Einer seiner Angestellten war der spätere Amazon-Gründer Jeff Bezos.
Seit 2001 befasst er sich in Vollzeit mit Bioinformatik und gab die Geschäftsleitung seines Fonds ab. In einem eigenen Labor (D. E. Shaw Research, New York) entwickelt er als Chefwissenschaftler Algorithmen und Spezialcomputer für Rechnungen in der Biochemie und Molekularbiologie (Moleküldynamik-Simulationen von Proteinen und Anwendung auf computergestützten Wirkstoffentwurf). In Ideen für rationalen Medikamentenentwurf investierte er als Venture-Capitalist schon seit den 1990er Jahren. Er ist auch Senior Research Fellow am Center for Computational Biology and Bioinformatics der Columbia University und Adjunct Professor für biomedizinische Informatik an deren Medical School.
Shaw ist Mitglied der American Academy of Arts and Sciences (2007), der National Academy of Engineering (2012) und der National Academy of Sciences (2014). 1994 war er im wissenschaftlichen Beratungsgremium von Präsident Bill Clinton und nochmals 2009 in dem von Barack Obama. Shaw erhielt zweimal den Gordon Bell Prize. Ab 2000 war er im Rat der American Association for the Advancement of Science. 2018 erhielt er den Seymour Cray Computer Engineering Award für den Entwurf von Spezialcomputern für biomolekulare Simulation (Laudatio).
2021 wurde sein Vermögen von Forbes auf 6,5 Milliarden Dollar geschätzt, womit er sich noch in der Top 100 der World’s Billionaires befindet. Er wirkt auch als Philanthrop durch umfangreiche Spenden. Shaw ist mit der Journalistin Beth Kobliner verheiratet und hat mit ihr drei Kinder.